# 向元姑
向元姑（1901年—1949年2月11日），原名向志德，化名王向氏，湖南省桑植縣涼水口鄉夏家峪村人。是賀龍的第二位夫人。

## 生平[1]
民國九年（1920年）冬，賀龍父親被土匪截殺，弟弟被蒸死，族裡按照桑植風俗，要喪事期間給賀龍續娶，以期生子，謂之「喪婚」，元姑由肖定姑介紹，與賀龍結了婚，賀龍為在家，由賀龍妹抱大公雞與之拜堂。後就讀於湖南省立二師。畢業後，隨賀部作傷病員護理工作。
民國十六年（1927年）8月，賀龍參加南昌起事後，向元姑在原地不能安居，便遷往漢口日租界。南昌部隊在廣東失敗後，賀龍經香港轉到上海，向元姑於民國十七年（1928年）農曆正月初一到滬。當時，周恩來派作特種工作的李強為她送去了生活費。後來，中共中央又派熊謹汀、朱瑞綬照顧。不久，中共中央離開上海後，元姑主持家務，在巨勒路與胡氏(胡琴仙、王琳)、女兒賀金蓮、外甥向楚森等學績麻，勤苦過活。
民國二十二年（1933年）4月8日，因事洩，軍警帶著自首人員，前往法租界徐家匯眉壽里162號三樓，拘捕了王向氏、王(賀)文明、王(賀)瑞卿等三名，抄出共產黨用帳日記簿八本，一併帶交崇山路捕房，轉解高三分院。同年12月16日，江蘇高等法院第三分院第一審判決：“「將王向氏、王文明、王瑞卿的相片，送湖南省保安司令轉飭桑植縣政府調查」。據復：「王向氏即賀龍之妻向元姑：王文明即賀龍之堂弟賀干臣；王瑞卿即賀龍之堂侄賀學祥……均在共產黨內有重要工作」”。於是「王向氏危害民國」一案牽連九人而轟動了上海。將王向氏以「共產主義犯」判刑十二年。向元姑在獄中時，胡琴仙常去獄中探望，與她保持聯繫。除周恩來派人營救外，宋慶齡也派了一名辯護律師(即史良)極力辯護。
向元姑、賀學祥在第二次國共合作時期出獄後，中共長江局安排向元姑和胡琴仙返回湖南老家—桑植縣洪家關，賀學祥去陝北。向元姑回到家鄉，聯繫賀錦章(紅軍師長賀錦齋的胞弟)、賀文慈(桑、鶴游擊隊長)等人，召開秘密會議，擬以賀文慈保留下來的數十人武裝組織暴動，但事泄未成，被聯合追剿，便化整為零而幸免。向元姑利用向姓清查族譜的組織，繼續活動。向姓族長向虞卿、向生之等人成立清譜小組在涼水口開會，向元姑參加了會議，她還聯繫洪家關(當時屬於玉泉鄉)賀姓人員去該組織中進行活動。不久，被玉泉鄉鄉長韋耀元發覺，密報縣警察局，將向興階逮捕。向元姑並未灰心，她動員族侄向賢修等人打進國軍部隊，又派胞弟向啟海等人去黎玉潤、王柏林部隊，結果，向啟海遭海三團巫營長逮捕，坐牢兩個多月，當巫部在桑植縣沙塔坪處決向啟海時，已被向姓用金錢買活該部執行處決任務的陳連長，將向啟海放回。向元姑被迫在向雙林家躲了一年零兩個月，又與侄兒向賢善在伍家田大荒界避難。於民國三十七年（1948年）不得已去白羊灣仙姑廟為尼，民國三十八年（1949年）於2月11日病逝。
余十九適賀室，配夫龍。龍倡共產，奔走天涯，抗戰軍興，廿年於茲。余蒙難，被捕於滬，囚獄八載，囹圄之苦，莫可言狀。釋後已還，深得海弟之援助，繼續組織革命，事泄未成而同志心散。後有國民黨人追蹤摧殘，我等每日潛宿於荒郊雨露之中，維夫遠隔，孤掌難鳴，以致憂慮成疾，醫藥無補，再不能重睹夫面。現革命待成，而今已矣！餘死後，凡我賀、向族侄，莫以幾次失敗而灰心，必須用體余言，以期完成，是為至囑。
 — 向元姑， 遺囑